# Kenorland
Kenorland was een supercontinent ten tijde van het Neoarcheïcum. Het werd ca. 2720 miljoen jaar geleden (2720 Ma of 2,72 Ga) gevormd. Het bestond uit de landmassa's van de latere paleocontinenten Laurentia, Baltica, West-Australië en Kalahari. Tussen 2,45 Ga en 2,10 Ga, tijdens het Paleoproterozoïcum, viel het uiteen.
Het bestaan en de ligging van het supercontinent zijn gereconstrueerd met behulp van paleomagnetisme, studie naar vulkanische activiteit en stratigrafie.